# Джеймс Кіртон
Джеймс Кіртон (англ. James Kirton, 10 квітня 1985) — британський плавець.
Учасник Олімпійських Ігор 2008 року.